# 深圳市天文台
深圳市天文台是位于中国广东深圳大鹏新区的一处集天文、气象和海洋观测为一体的综合性观测基地，2012年5月成为中科院国家天文台的一处工作站。

## 观测设备
观测设备主要有：80厘米光学望远镜、三通道太阳望远镜、傅里叶光谱仪、30厘米大视场望远镜，35厘米科普望远镜、自动气象站、大气成分（雾霾）观测站、高精度太阳辐射监测仪、对流层风廓线仪。